# Oļegs Mihailovs
Oļegs Mihailovs (ur. 29 sierpnia 1999 w Dyneburgu) – łotewski żużlowiec.

## Przynależność klubowa
Polska
- SK Lokomotīve Dyneburg (Łotwa, 2016–2021)
- Polonia Bydgoszcz (2022)
- PKS Polonia Piła (2023)
- SK Lokomotīve Dyneburg (2024-)

## Sukcesy
- dwukrotny medalista mistrzostw Europy par: srebrny (Terenzano 2020) oraz brązowy (Bałakowo 2019),
- brązowy medalista indywidualnych mistrzostw świata juniorów (Pardubice 2020),
- trzykrotny brązowy medalista drużynowych mistrzostw Europy juniorów (Krosno 2017, Dyneburg 2018, Łódź 2020),
- brązowy medalista indywidualnego Pucharu Europy U-19 (Varkaus 2018),
- brązowy medalista Pucharu Europy par U-19 (Žarnovica 2018),
- trzykrotny złoty medalista młodzieżowych mistrzostw Łotwy (2017[1], 2019[2], 2020[3]).